# Éternels Ennemis
Pour plus de détails, voir Fiche technique et Distribution.
Éternels Ennemis (Bad for Each Other) est un film américain réalisé par Irving Rapper, sorti en 1953.

## Fiche technique
- Titre original : Bad for Each Other
- Réalisation : Irving Rapper
- Production Associé : William Fadiman pour Columbia
- Scénario : Irving Wallace et Horace McCoy
- Photographie : Franz Planer
- Musique : Mischa Bakaleinikoff
- Décors : James Crowe
- Direction Artistique : Walter Holscher
- Costumes :Jean Louis
- Maquillage : Clay Campbell
- Montage : Al Clark
- Pays d'origine :  États-Unis
- Format : Noir et blanc - 1,37:1 - Mono
- Genre : Film dramatique
- Date de sortie : 1953

## Distribution
- Charlton Heston : Dr. Tom Owen
- Lizabeth Scott : Helen Curtis
- Dianne Foster : Joan Lasher
- Mildred Dunnock : Mrs. Mary Owen
- Arthur Franz : Dr. Jim Crowley
- Ray Collins : Dan Reasonover
- Marjorie Rambeau : Mrs. Roger Nelson
- Lester Matthews : Dr. Homer Gleeson
- Rhys Williams : Dr. Leslie M. Scobee
- Lydia Clarke : Rita Thornburg
- Frank Sully : Tippy Kashko
- Ann Robinson : Lucille Grellett
- Dorothy Green : Ada Nicoletti